# 福谷たかし
福谷 たかし（ふくたに たかし、1952年2月4日 - 2000年9月9日）は、日本の漫画家。本名、福谷 宜史（ふくたに たかひさ）。岡山県西大寺市（現・岡山市東区）西大寺出身、岡山市立西大寺小学校、岡山市立西大寺中学校卒。広島工業大学附属工業高校デザイン科中退。

## 来歴
幼いころ両親が離婚し、予科練出身の厳格な父と継母に育てられる。2歳下の妹がいたが、そちらは実母に引き取られた。小学生時代に西大寺在住だったベル・串田を訪ねて自作の漫画を見てもらうなど、当時から漫画好きだった。高校では一時期暴走族に入り、バイクでの飲酒運転や人身事故を起こすなど素行が悪く、1年生の終わりには悪友との窃盗事件で退学処分を受ける。1968年、16歳で上京しバイトを始めるがどこも長続きしなかった。金に困っては帰郷し、東京と岡山を往復する不安定な生活をしばらく続け、一時はストリッパーのヒモ状態だったこともある。
1977年、雑誌でアシスタントを募集していた山松ゆうきちの元を訪ねる。気付けに酒を飲んで向かってしまったうえ、技術的にも未熟でアシスタントとしては採用されなかったが、1日分の日当をもらえたことに感激し、本格的に漫画家を目指す。1978年に『だっくす』（清彗社）の「だっくすまんがスクール」に「とうきょう あでゅう」が佳作入選。山松のアシスタントをしていた酒井ゆきおと仲良くなり、先に『週刊漫画ゴラク』（日本文芸社）でデビューを決めた酒井の伝手で、1979年の同誌にて「ボヘミアン・ラプソディー」でデビュー。さらに短編を2本描いているが、この時期は『ガロ』的なシリアスかつ暗い作風であった。
1979年、作風をギャグ方向に一変し、それまでの自らの貧乏生活を漫画化して芳文社に持ち込んだところ採用。同社の『週刊漫画TIMES』で『独身アパートどくだみ荘』として連載を開始。福谷の代表作、かつ唯一の長期連載作品として、1994年までの15年間（中断含む。詳細は作品記事を参照）に渡って連載された。
1988年にはたけし軍団のサード長嶋の主演で『どくだみ荘』が映画化、翌1989年から1990年にかけてOVA化もされた（全3巻）。連載終了後の1996年にも『新・どくだみ荘』として布川敏和の主演でVシネマ化（全2巻）されている。
しかし、連載晩年は「作品のマンネリ化」や「過剰な人気とのギャップ」に悩んで情熱を失い、1990年ごろから時おり連載を落とすようになってしまう。1994年に他の漫画家から「自身の構図を模倣された」と抗議を受け、断筆。以降は酒びたりの毎日を送り、幻覚を見たり、1997年には肝臓を悪くして食道静脈瘤破裂で入院したりと、心身ともに変調をきたしていた。1999年のインタビューでは、数社から連載のオファーを受けていることを明かしているが、『どくだみ荘』の再開については否定している。
2000年9月、肺水腫により48歳で急死した。戒名は「清福院智覚宜真居士」。

## 人物
『どくだみ荘』は杉並区阿佐谷が舞台だが、自身も長らく杉並区に住んでいた。連載開始時には高円寺、1年ほどして阿佐谷へ移って町内を数度転居し、連載後半には天沼に住んだ。高円寺では三畳間、次に越した阿佐谷のアパートも四畳半であったが、天沼では仕事場兼自宅として一軒家を借りるまでになった。断筆後の最晩年には保谷市（現・西東京市）ひばりが丘に越している。
山西道広が阿佐谷で開いていた飲食店「クヨクヨハウス」の常連で、その店で出会った松田優作とも親交があった。
福谷自身が『どくだみ荘』の主人公・堀ヨシオのモデルだったこともあってファンからは半ば同一視されており、サイン会でハイライトやワンカップを差し入れられることもあった。福谷自身、連載当時の『週刊漫画TIMES』に掲載されたおまけページでは、生年を（作中のヨシオと同い年の）1955年としていた。ヨシオのイメージから『週刊ポスト』に風俗ルポ記事を依頼されたこともあるが、福谷本人は一度取材でファッションヘルスを訪れた以外、まったく風俗店に入ったことがなかったという。
作中に福谷本人がモブとして登場し「ヨメほしい」と嘆く場面もあったが、実生活では2度の結婚歴がある。『どくだみ荘』開始と同時期に結婚した最初の妻とは1987年に離婚するが、2人目の妻と1988年に結婚し、そのまま亡くなるまで添い遂げた。2人目の妻は2001年から阿佐谷で飲食店を経営しており、2018年現在もライブバー「JAMBJAMB」として営業を続けている。
1986年10月に『11PM』にゲスト出演した際には、本番中にスポンサー提供のウイスキーを傾け「あんなに飲むとは」と関係者に驚かれた。

## 作品

### 連載作品
独身アパートどくだみ荘（『週刊漫画TIMES』1979年 - 1993年）
全648回。詳細はリンク先記事を参照。福谷の死後、海外でも出版された。
新・どくだみ荘（『週刊漫画TIMES』1994年）
全15回。単行本未収録。
DuckTail遊（『週刊ヤングマガジン』1982年）
全5回、短期連載。
リ・テ・イ・ク（『アクションピザッツ』1992年）
全2回、未完。

### 短編作品
- ボヘミアン・ラプソディー（『週刊漫画ゴラク』1979年1月11日号） - デビュー作。
- とうきょう夢情（『週刊漫画ゴラク』1979年4月12日号） - 後に描かれた『どくだみ荘』の「プリズナー」にストーリーが流用されている。
- 乾いた雨（『週刊漫画ゴラク』1979年6月7日号）
- 快楽的夫婦学入門（『漫画コミック』1979年11月1日号）
- Don't Look Back（『週刊ヤングマガジン増刊』1981年10月12日号）
- どくだみ・らんど（『週刊漫画TIMES増刊』1983年8月25日号）

### その他
レジェンド どくだみ荘伝説（2006年6月16日、青林工藝舎）
福谷の死後に編集・出版された自著。『どくだみ荘』の傑作選や単行本未収録だった自伝漫画「福谷たかし物語」、関係者への取材や本人のメモなどから作成された「福谷たかし年譜」を収録。解説は呉智英。